# قنسطنطين ساناتيسكو
الجنرال قنسطنطين ساناتيسكو (بالرومانية: Constantin Sănătescu) وُلد في 14 يناير 1885 بمدينة كرايوفا بمملكة رومانيا وتوفي في 8 سبتمبر 1947 ببوخارست برومانيا، وهو رجل دولة روماني كان أول رئيس وزراء لرومانيا في أعقاب انقلاب 23 أغسطس 1944 والذي تحوّلت وجهة رومانيا على أثره من دول المحور لتنضم إلى دول الحلفاء.

## حياته
قنسطنطين ساناتيسكو هو ابن الجنرال غيورغي ساتانيسكو [الرومانية]، تخرج في المدرسة العسكرية ببوخارست عام 1907 وشارك في الحرب ضد مملكة بلغاريا خلال حرب البلقان الثانية عام 1913 كما شارك في الحرب العالمية الثانية وفي الفترة التي تخللت الحربين عمل ملحقا عسكريا لمملكة رومانيا في باريس ثم في لندن لاحقا، وحصل على رتبة الجنرال عام 1935 ليحتل بعدها منصب نائب قائد الأركان العامة عام 1937 وقاد المفوضية الرومانية في موسكو عام 1940 بعد اندلاع الحرب العالمية الثانية ثم تولى قيادة الفيلق الرابع في الفترة ما بين عامي 1941 و1943 ثم الجيش الرابع خلال عامي 1943 و1944.
عُين رئيسا للوزراء بقرار من الملك ميخائيل الأول بعد الإطاحة بدكتاتورية المارشال يون أنتونيسكو الموالية لألمانيا في 23 أغسطس 1944 وعهد إليه بتشكيل حكومة جديدة حاول من خلالها توطيد العلاقات بالولايات المتحدة في محاولة لانقاذ رومانيا من الغزو السوفيتي غير أنه لم يفلح في ذلك مما دفعه للاستقالة في 2 ديسمبر من العام نفسه نتيجة شكوك ستالين المتزايدة تجاهه.

## وفاته
توفي ساتانيسكو في 8 نوفمبر 1947 بعد صراع مع مرض السرطان في العاصمة الرومانية بوخارست ودُفن في جنازة عسكرية مهيبة.

## وصلات خارجية
- قنسطنطين ساناتيسكو على موقع الموسوعة البريطانية (الإنجليزية)

| سبقه يون أنتونيسكو | رئيس وزراء رومانيا 23 أغسطس 1944 - 2 ديسمبر 1944 | تبعه نيكولاي راديسكو |